# Margarida Morgado

Margarida Morgado

Margarida Morgado (Olhão, 1932 - Évora, 2023)  foi uma escritora, poetisa e tradutora portuguesa.

## Biografia
Margarida Maria Sabino Morgado, mais conhecida como Margarida Morgado, nasceu no Algarve, na cidade de Olhão, em 1932. Cresce em Évora para onde foi morar com apenas dois anos e onde veio a falecer em 2023. 
Passou parte da sua vida, fora de Portugal, ao qual regressa após o 25 de Abril. Antes de o fazer dá aulas em Angola, faz uma pós-graduação na Bélgica e tendo ainda vivido em França e na Alemanha. 
Em 1977, o Estado Português cria a Comissão da Condição Feminina, na qual irá trabalhar na promoção da igualde de género. 
Doou o espólio da sua biblioteca à cidade de Évora,  tendo este ficado ao cuidado da Associação Cultural É Neste País. 

## Prémios e Reconhecimento
A Câmara Municipal de Évora, prestou-lhe homenagem na Feira do Livro de Évora,  em 2024. 
Em 2025, a associação É Neste País prestou-lhe homenagem com a exposição O Meu Nome é Margarida, que esteve patente no Salão Central Eborense. 

## Obras Seleccionadas
Entre as suas obras encontram-se: 
- 2003 - Coisas que terei pudor de contar seja a quem for [6]

- 2007 - Água pródiga, com prefácio de Francisco Soares

- 2017 - Enquanto (antologia), prefácio de António Cândido Franco ; pintura Leonor Serpa Branco ; seleção, organização e nota final  de Manuel Silva-Terra, ISBN 978-989-8789-26-6 [7]